# Волгарь (футбольный клуб)
«Волга́рь» — российский футбольный клуб из города Астрахани. Основан в 1960 году. Участник дивизиона «А» Второй лиги. Является обладателем Кубка ФНЛ 2015 года.

## История
Футбольная команда в Астрахани начала формироваться с 1925 года, когда во всесоюзном ДСО работников пищевой промышленности была создана команда «Пищевик». Команда состояла в основном из работников Астраханского рыбокомбината имени А. Микояна. На всесоюзном уровне в первенствах СССР «Пищевик» дебютировал в 1946 году в Нижневолжской зоне третьей группы, занял 3-е место. Ранее, в 1938 году, команды обществ «Пищевик» и «Водник» приняли участие в Кубке СССР. В 1948 и 1949 годах «Пищевик» участвовал во второй группе первенства СССР, занимая последние 10-е и 11-е места в зональных турнирах. В 1957 году «Пищевик» стал вторым в 12-й зоне первенства РСФСР. В 1958 году в связи с 400-летием Астрахани по просьбе астраханского комитета физической культуры и ДСО «Труд» команда Астраханского рыбоконсервного холодильного комбината была включена в число участников первенства СССР. По причине вхождения ДСО «Пищевик» в состав ДСО «Труд» команда получила название «Труд». В 4-й зоне класса «Б» команда заняла последнее 16-е место. В декабре 1959 года обком КПСС Астраханской области принял решение о воссоздании команды мастеров на базе областного ДСО «Спартак».
«Волгарь» выступал в классе «Б» советского чемпионата (1960—1967), в классе «А», группа 2 (1968—1969), в классе «А», группа 1 (1970), в первой лиге (1971), во Второй лиге (1972—1990), во Второй низшей лиге (1991).
После распада СССР «Волгарь» начал со Второй лиги, однако не смог там закрепиться и выбыл в Третью лигу. В 1994 году клуб занял первое место во второй зоне Третьей лиги и перешёл во Вторую лигу, в которой играл с 1995 по 1998 год. В 1998 году клуб занял первое место в своей зоне и перешёл в Первый дивизион, в котором выступал с 1999 по 2003 год.
В сезоне-2001 «Волгарь-Газпром» (приставка «Газпром» появилась в названии клуба с 1995 года) стал самой посещаемой командой Первого дивизиона (в среднем на домашних матчах присутствовало по 25 тыс. зрителей), занял 6-е место (высшее, на тот момент, достижение в истории клуба). 2002 год довольно неожиданно оказался провальным (15-е место), а в 2003 году команда, заняв предпоследнее 21-е место, выбыла во Второй дивизион. Однако уже в следующем году «Волгарь-Газпром» занял второе место в зоне «Юг» Второго дивизиона и перешёл в Первый дивизион, в котором клуб выступал два следующих сезона. В 2005 году команда заняла 14-е место, а в 2006-м — 11-е, однако из-за проблем с лицензированием клуб был исключён из членов Ассоциации ПФЛ и в 2007 году под названием «Волгарь-Газпром-2» принимал участие в соревнованиях любительских команд Южного федерального округа (занял 5-е место).
В августе 2007 года команда «Волгарь-Газпром-2» завоевала Кубок МОА Черноземье, а в сентябре — и Кубок России среди любительских команд, и тем самым обеспечила себе выход во Второй дивизион профессионального футбола в сезоне 2008 года, где финишировала на первом месте в зоне «Юг». Таким образом, «Волгарь-Газпром-2» за год преодолел путь от турнира Любительской футбольной лиги до Первого дивизиона чемпионата России, в кратчайшие сроки восстановив свой статус.
Следующие три сезона ознаменовались громкими победами в Кубке России, когда на стадии 1/16 финала на своём поле были обыграны клубы Премьер-лиги: московское «Динамо» в 2009 году, «Рубин» (Казань) — в 2010-м и ЦСКА — в 2011-м. В 1/8 финала команда выбывала из борьбы, уступая соперникам в гостях. В Первом дивизионе (Первенстве ФНЛ) были добыты 12-е, 9-е и 14-е место.
10 февраля 2010 года клуб стал вновь называться «Волгарь-Газпром», а с сезона-2012/13 — «Волгарь».
Сезон-2012/13 сложился для команды неудачно: по его итогам «Волгарь» выбыл во Второй дивизион, заняв последнее 17-е место в ФНЛ. Вернуть место в подэлитном дивизионе удалось за один сезон, после победного результата в зоне «Юг», при этом команда не потерпела ни одного поражения. В первый после возвращения сезон «Волгарь» занял 7-е место и стал обладателем Кубка ФНЛ. По итогам сезона 2015/16 команда показала лучший результат в истории клуба, заняв 4-е место. В стыковых матчах РФПЛ — ФНЛ с занявшим 13-е место в РФПЛ махачкалинским «Анжи» «Волгарь» дома проиграл 0:1, а в Махачкале — 0:2. Потеряв в межсезонье большое количество игроков, в сезоне-2016/17 команда вынуждена была бороться лишь за выживание, и заняла 12-е место. Появились некоторые финансовые трудности: летом 2017 года ряд игроков «Волгаря», с которыми не рассчитались за премиальные, обратились в палату по разрешению споров при РФС. В конце осеннего отрезка сезона-2017/18 (который команда закончила на 8-м месте) в клубе сменилось руководство и появилась информация о существенном уменьшении бюджета клуба вследствие отказа финансировать клуб со стороны главного спонсора — «Газпрома» («Газпром добыча Астрахань»), в дальнейшем также было заявлено о смене вектора развития клуба и футбола в регионе с опорой на местных воспитанников, которые должны появляться в команде из создающейся при помощи «Газпрома» академии футбола. Несмотря на занятое «Волгарём» 10-е место, клуб не получил лицензию на выступление в Первенстве ФНЛ на сезон-2018/19, вследствие того, что не смог предоставить гарантий о достаточном объёме финансирования для выступления в Футбольной национальной лиге. 19 июня 2018 года комиссия РФС по лицензированию клубов выдала ФК «Волгарь» лицензию для участия в сезоне-2018/2019 среди команд клубов ПФЛ. 30 октября 2018 года появилась информация о возможном возобновление сотрудничества «Газпрома» и «Волгаря». 28 июня 2019 года генеральным спонсором «Волгаря» стала компания «Газпром переработка». В 2020 году «Волгарь» вернулся в ФНЛ на основании утверждения промежуточных результатов Первенства ПФЛ, не доигранного вследствие ситуации, сложившейся на фоне пандемии коронавируса. По итогам сезона 2023/24 «Волгарь» выбыл во Вторую лигу (дивизион «А»).

## Статистика выступлений

### Советский период
| Сезон | Лига (уровень)               | Зона                         | Место    | Кубок         | Примечания                          |
| ----- | ---------------------------- | ---------------------------- | -------- | ------------- | ----------------------------------- |
| 1938  | —                            | —                            | —        | 1/128         |                                     |
| 1946  | Третья группа (3)            | Нижневолжская                | 3 из 7   | —             |                                     |
| 1948  | Вторая группа (2)            | Южная                        | 10 из 10 | —             |                                     |
| 1949  | Вторая группа (2)            | 1                            | 11 из 11 | 1/256         |                                     |
|       |                              |                              |          |               |                                     |
| 1958  | Класс «Б» (2)                | 4                            | 16 из 16 | 1/256         |                                     |
|       |                              |                              |          |               |                                     |
| 1960  | класс «Б» (2)                | 3                            | 13 из 14 | —             |                                     |
| 1961  | класс «Б» (2)                | 4                            | 13 из 13 | 1/64          |                                     |
| 1962  | класс «Б» (2)                | 3                            | 15 из 15 | 1/128         | ▼ Выбывание на третий уровень       |
| 1963  | класс «Б» (3)                | 3                            | 16 из 16 | 1/1024        |                                     |
| 1964  | класс «Б» (3)                | 3                            | 8 из 16  | 1/512         |                                     |
| 1965  | класс «Б» (3)                | 3                            | 3 из 20  | 1/4096        |                                     |
| 1966  | класс «Б» (3)                | 3                            | 4 из 18  | 1/256         |                                     |
| 1967  | класс «Б» (3)                | 3                            | 2 из 20  | 1/1024, 1/128 |                                     |
| 1967  | класс «Б» (3)                | полуфинал                    | 1 из 5   | 1/1024, 1/128 |                                     |
| 1967  | класс «Б» (3)                | финал                        | 3 из 8   | 1/1024, 1/128 | ▲ Выход во вторую группу Класса «А» |
| 1968  | класс «А», вторая группа (2) | 3 (подгруппа)                | 9 из 21  | 1/1024, 1/128 | —                                   |
| 1969  | класс «А», вторая группа (2) | 2 (подгруппа)                | 4 из 12  | 1/128         |                                     |
| 1970  | класс «А», первая группа (2) | класс «А», первая группа (2) | 13 из 22 | 1/32          |                                     |
| 1971  | Первая лига (2)              | Первая лига (2)              | 21 из 22 | 1/32          | ▼ Выбывание во Вторую лигу          |
| 1972  | Вторая лига (3)              | 4                            | 15 из 19 | —             |                                     |
| 1973  | Вторая лига (3)              | 3                            | 17 из 18 | —             |                                     |
| 1974  | Вторая лига (3)              | 4                            | 7 из 21  | —             |                                     |
| 1975  | Вторая лига (3)              | 3                            | 14 из 20 | —             |                                     |
| 1976  | Вторая лига (3)              | 4                            | 16 из 21 | —             |                                     |
| 1977  | Вторая лига (3)              | 3                            | 10 из 21 | —             |                                     |
| 1978  | Вторая лига (3)              | 3                            | 16 из 24 | —             |                                     |
| 1979  | Вторая лига (3)              | 3                            | 21 из 25 | —             |                                     |
| 1980  | Вторая лига (3)              | 3                            | 14 из 18 | —             |                                     |
| 1981  | Вторая лига (3)              | 3                            | 6 из 18  | —             |                                     |
| 1982  | Вторая лига (3)              | 3                            | 16 из 17 | —             |                                     |
| 1983  | Вторая лига (3)              | 3                            | 16 из 16 | —             |                                     |
| 1984  | Вторая лига (3)              | 3                            | 10 из 16 | —             |                                     |
| 1985  | Вторая лига (3)              | 3                            | 12 из 16 | —             |                                     |
| 1986  | Вторая лига (3)              | 3                            | 13 из 17 | —             |                                     |
| 1987  | Вторая лига (3)              | 3                            | 17 из 17 | —             |                                     |
| 1988  | Вторая лига (3)              | 3                            | 14 из 20 | —             |                                     |
| 1989  | Вторая лига (3)              | 3                            | 4 из 22  | —             |                                     |
| 1990  | Вторая лига (3)              | Центр                        | 22 из 22 | 1/32          | ▼ Выбывание во Вторую низшую лигу   |
| 1991  | Вторая низшая лига (4)       | 2                            | 11 из 22 | —             |                                     |

### Российский период
| Сезон   | Лига/дивизион (уровень)                 | Зона                                    | Место       | Кубок                             | Примечания                                                                  |
| ------- | --------------------------------------- | --------------------------------------- | ----------- | --------------------------------- | --------------------------------------------------------------------------- |
| 1992    | Вторая лига (3)                         | 2                                       | 9 из 22     | 1/16 финала                       |                                                                             |
| 1993    | Вторая лига (3)                         | 1                                       | 7 из 14     | 1/128 финала                      | ▼ Выбывание в Третью лигу                                                   |
| 1994    | Третья лига (4)                         | 2                                       | 1 из 17     | 1/128 финала                      | ▲ Выход во Вторую лигу                                                      |
| 1995    | Вторая лига — Второй дивизион (3)       | Центр                                   | 7 из 21     | 1/128 финала                      |                                                                             |
| 1996    | Вторая лига — Второй дивизион (3)       | Запад                                   | 10 из 20    | 1/256 финала                      |                                                                             |
| 1997    | Вторая лига — Второй дивизион (3)       | Запад                                   | 4 из 20     | 1/128 финала                      |                                                                             |
| 1998    | Вторая лига — Второй дивизион (3)       | Юг                                      | 1 из 21     | 1/64 финала                       | ▲ Выход в Первый дивизион                                                   |
| 1999    | Первый дивизион (2)                     | Первый дивизион (2)                     | 17 из 22    | 1/32 финала                       |                                                                             |
| 2000    | Первый дивизион (2)                     | Первый дивизион (2)                     | 13 из 20    | 1/32 финала                       |                                                                             |
| 2001    | Первый дивизион (2)                     | Первый дивизион (2)                     | 6 из 18     | 1/32 финала                       |                                                                             |
| 2002    | Первый дивизион (2)                     | Первый дивизион (2)                     | 15 из 18    | 1/32 финала                       |                                                                             |
| 2003    | Первый дивизион (2)                     | Первый дивизион (2)                     | 21 из 22    | 1/16 финала                       | ▼ Вылет во Второй дивизион                                                  |
| 2004    | Второй дивизион (3)                     | Юг                                      | 2 из 17     | 1/128 финала                      | ▲ Переход в Первый дивизион (победитель зоны «Динамо» (Ст) исключён из ПФЛ) |
| 2005    | Первый дивизион (2)                     | Первый дивизион (2)                     | 14 из 22    | 1/16 финала                       |                                                                             |
| 2006    | Первый дивизион (2)                     | Первый дивизион (2)                     | 11 из 22    | 1/32 финала                       | ▼ Потеря профессионального статуса (неполучение лицензии)                   |
| 2007    | ЛФЛ (4)                                 | ЮФО                                     | 5 из 11     | —                                 | ▲ Переход во Второй дивизион (победы в Кубке ЮФО и Кубке среди ЛФК России)  |
| 2008    | Второй дивизион (3)                     | Юг                                      | 1 из 18     | 1/32 финала                       | ▲ Выход в Первый дивизион (в Кубке ПФЛ — 5-е место)                         |
| 2009    | Первый дивизион — ФНЛ (2)               | Первый дивизион — ФНЛ (2)               | 12 из 20    | 1/8 финала                        |                                                                             |
| 2010    | Первый дивизион — ФНЛ (2)               | Первый дивизион — ФНЛ (2)               | 9 из 20     | 1/8 финала                        |                                                                             |
| 2011/12 | Первый дивизион — ФНЛ (2)               | Первый дивизион — ФНЛ (2)               | 14 из 20/19 | 1/8 финала                        |                                                                             |
| 2012/13 | Первый дивизион — ФНЛ (2)               | Первый дивизион — ФНЛ (2)               | 17 из 17    | 1/32 финала                       | ▼ Выбывание во Второй дивизион (ПФЛ)                                        |
| 2013/14 | ПФЛ (3)                                 | Юг                                      | 1 из 18     | 1/64 финала                       | ▲ Выход в ФНЛ                                                               |
| 2014/15 | ФНЛ (2)                                 | ФНЛ (2)                                 | 7 из 18     | 1/16 финала                       | Победа в Кубке ФНЛ                                                          |
| 2015/16 | ФНЛ (2)                                 | ФНЛ (2)                                 | 4 из 20     | 1/32 финала                       | Участие в стыковых матчах за выход в РФПЛ                                   |
| 2016/17 | ФНЛ (2)                                 | ФНЛ (2)                                 | 12 из 20    | 1/16 финала                       |                                                                             |
| 2017/18 | ФНЛ (2)                                 | ФНЛ (2)                                 | 10 из 20    | 1/16 финала                       | ▼ Переход в ПФЛ из-за финансовых проблем                                    |
| 2018/19 | ПФЛ (3)                                 | Юг                                      | 3 из 15     | 1/16 финала                       |                                                                             |
| 2019/20 | ПФЛ (3)                                 | Юг                                      | 1 из 16     | 1/64 финала                       | ▲ Выход в ФНЛ                                                               |
| 2020/21 | ФНЛ — первый дивизион — Первая лига (2) | ФНЛ — первый дивизион — Первая лига (2) | 13 из 22    | 1/64 финала                       |                                                                             |
| 2021/22 | ФНЛ — первый дивизион — Первая лига (2) | ФНЛ — первый дивизион — Первая лига (2) | 16 из 20    | 1/64 финала                       |                                                                             |
| 2022/23 | ФНЛ — первый дивизион — Первая лига (2) | ФНЛ — первый дивизион — Первая лига (2) | 12 из 18    | 5-й раунд пути регионов           |                                                                             |
| 2023/24 | ФНЛ — первый дивизион — Первая лига (2) | ФНЛ — первый дивизион — Первая лига (2) | 17 из 18    | 1-й этап 1/4 финала пути регионов | Выбывание во Вторую лигу (дивизион «А»)                                     |
| 2024/25 | Вторая лига, дивизион «А» (3)           | золото                                  | 5 из 10     | 4-й раунд пути регионов           |                                                                             |
| 2024/25 | Вторая лига, дивизион «А» (3)           | золото                                  | 3 из 10     | 4-й раунд пути регионов           | Участие в стыковых матчах за выход в Первую лигу                            |

### Дублирующий состав
В 1996, 1997, 2002—2003, 2005—2006 и 2008—2009 в Первенстве России среди КФК/ЛФК участвовала вторая команда (дублирующий состав) клуба. До 2007 года носила название «Волгарь-Газпром»-2, а в 2008 и 2009 годах — «Волгарь-Газпром»-д и «Волгарь-Газпром-2»-д.
В 2011 году ЛФК «Волгарь-Газпром» стал обладателем Кубка СКФО и в октябре-ноябре участвовал в Кубке России среди ЛФК, где занял 5-е место. В сезоне-2011/12 в Первенстве России среди ЛФК принимала участие молодёжная команда «Волгарь-Газпром»-М, она стала победителем соревнований в зоне ЮФО/СКФО, после чего была преобразована в клуб «Волгарь-Астрахань» и заявлена на участие во втором дивизионе.
В дальнейшем клуб «Волгарь-Астрахань» был преобразован обратно в молодёжную команду «Волгаря», которая помимо участия в областных соревнованиях в ряде сезонов принимает участие в III дивизионе (ЛФК).

## Руководство клуба
- Андрей Никитин — генеральный директор
- Олег Флегонтов — спортивный директор
- Денис Саблин — заместитель директора
- Илья Волынский — председатель попечительского совета, заместитель председателя правительства Астраханской области
- Нина Ивашкина — министр физической культуры и спорта Астраханской области, член попечительского совета

## Тренерский штаб
- Юрий Юхневич — главный тренер
- Наиль Магжанов — тренер
- Александр Подшивалов — тренер вратарей
- Юрий Гусаров — администратор
- Игорь Коваленко — администратор
- Беслан Афаунов — врач
- Алексей Елизаров — массажист

## Основной состав
| 1  | Флаг России | Вр  | Владислав Ямпольский | 1999 |  |  |  |  |  |
| 99 | Флаг России | Вр  | Олег Смирнов         | 1990 |  |  |  |  |  |
|    |             |     |                      |      |  |  |  |  |  |
| 6  | Флаг России | Защ | Елисей Кривохижин    | 2003 |  |  |  |  |  |
| 28 | Флаг России | Защ | Егор Прошкин         | 1999 |  |  |  |  |  |
| 58 | Флаг России | Защ | Илья Зуев            | 1994 |  |  |  |  |  |
| 88 | Флаг России | Защ | Сергей Обивалин      | 1995 |  |  |  |  |  |
|    | Флаг России | Защ | Сергей Зуйков        | 1993 |  |  |  |  |  |
|    | Флаг России | Защ | Сергей Лоскутов      | 2003 |  |  |  |  |  |
|    |             |     |                      |      |  |  |  |  |  |
| 7  | Флаг России | ПЗ  | Алексей Павлишин     | 1995 |  |  |  |  |  |
| 14 | Флаг России | ПЗ  | Данил Полубояринов   | 1997 |  |  |  |  |  |

| 15 | Флаг России     | ПЗ  | Кирилл Фольмер    | 2000 |  |  |  |  |  |
| 20 | Флаг России     | ПЗ  | Данила Смирнов    | 2001 |  |  |  |  |  |
| 44 | Флаг России     | ПЗ  | Андрей Анисимов   | 2000 |  |  |  |  |  |
| 70 | Флаг Казахстана | ПЗ  | Акмаль Бахтияров  | 1998 |  |  |  |  |  |
|    | Флаг России     | ПЗ  | Артём Погосов     | 1999 |  |  |  |  |  |
|    | Флаг России     | ПЗ  | Игорь Дружинин    | 2000 |  |  |  |  |  |
|    | Флаг России     | ПЗ  | Даниил Горовых    | 1997 |  |  |  |  |  |
|    | Флаг России     | ПЗ  | Никита Маляров    | 1989 |  |  |  |  |  |
|    |                 |     |                   |      |  |  |  |  |  |
| 17 | Флаг России     | Нап | Дмитрий Лесников  | 1999 |  |  |  |  |  |
|    | Флаг России     | Нап | Евгений Татаринов | 1999 |  |  |  |  |  |